# Avissawella
Awissawella è una città dello Sri Lanka, governata da un Consiglio Urbano, situata sull'autostrada A4 tra Colombo e Ratnapura, a circa 59 kilometri a est di Colombo.